# Rennes
Rennes là tỉnh lỵ của tỉnh Ille-et-Vilaine, thuộc vùng hành chính Bretagne của nước Pháp, có dân số là 209.860 người (thời điểm 2012). Đây là thành phố lớn thứ 11 tại Pháp, còn vùng đô thị thì lớn thứ 10 với hơn 700.000 cư dân.
Cùng với Vannes và Nantes, nó là một trong những thành phố lớn của tỉnh lịch sử Bretagne, và công quốc cổ đại của Bretagne.
Nó cũng là thành phố đại học thứ tám ở Pháp với hơn 60 000 sinh viên.
Người dân ở Rennes được gọi là Rennais.
Lịch sử của Rennes đã có từ hơn 2.000 năm, vào thời điểm đó là một ngôi làng nhỏ Gallic tên là Condate. Cùng với Vannes và Nantes, đây là một trong những thành phố lớn của Công tước cổ Brittany. Từ đầu thế kỷ XVI cho đến Cách mạng Pháp, Rennes là một thành phố quốc hội, hành chính và đồn trú của tỉnh Brittany lịch sử của Vương quốc Pháp.
Từ những năm 1950, Rennes đã phát triển tầm quan trọng thông qua di dân từ nông thôn đến thành thị và phát triển công nghiệp hiện đại, một phần là ô tô. Thành phố đã phát triển các kế hoạch xây dựng rộng lớn để chứa tới 200.000 cư dân. Trong những năm 1980, Rennes trở thành một trong những trung tâm chính trong ngành công nghiệp viễn thông và công nghệ cao. Bây giờ nó là một trung tâm đổi mới kỹ thuật số quan trọng ở Pháp.
Năm 2015, thành phố này lớn thứ mười ở Pháp, với diện tích đô thị khoảng 720.000 dân. Với hơn 66.000 sinh viên năm 2016, đây cũng là trường đại học lớn thứ tám của Pháp. Năm 2018, L'Express đã gọi Rennes là "thành phố đáng sống nhất ở Pháp". 
Thành phố có tàu điện ngầm, là thành phố vừa và nhỏ đầu tiên trên thế giới có tàu điện ngầm.

## Triển Lãm Ảnh

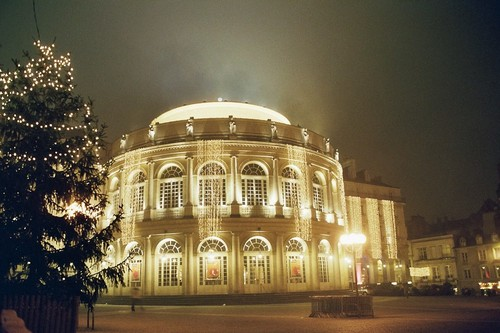
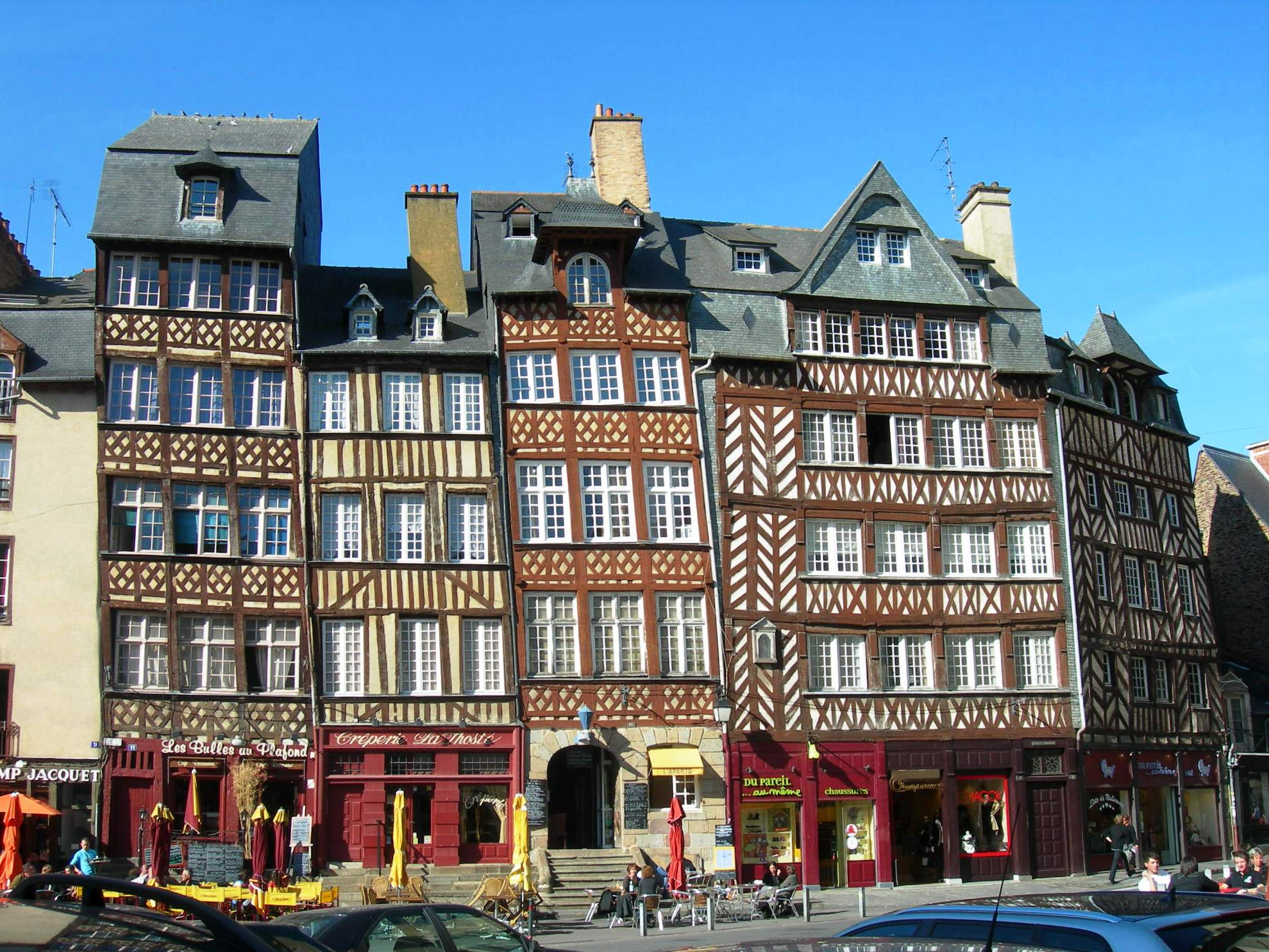
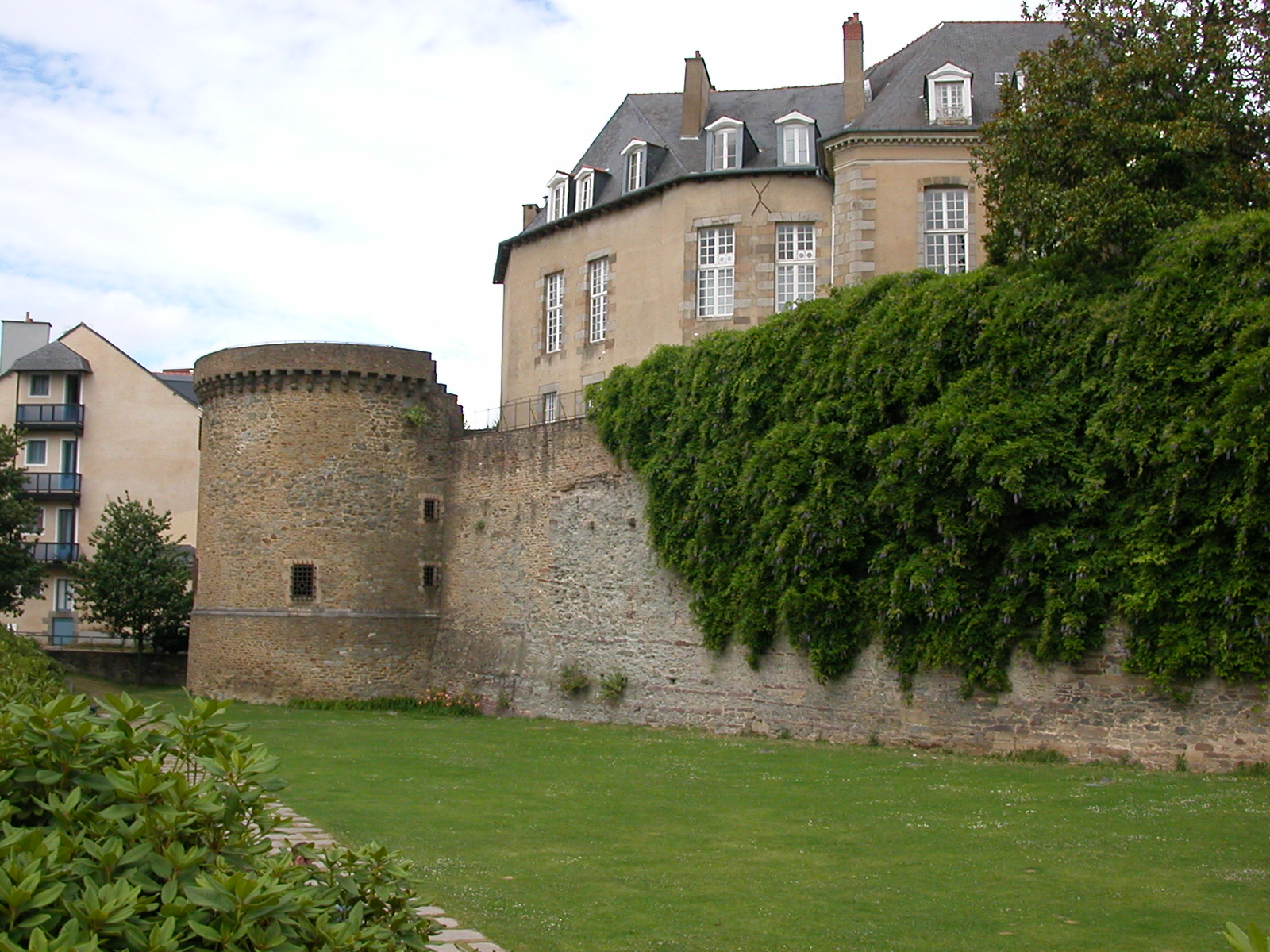
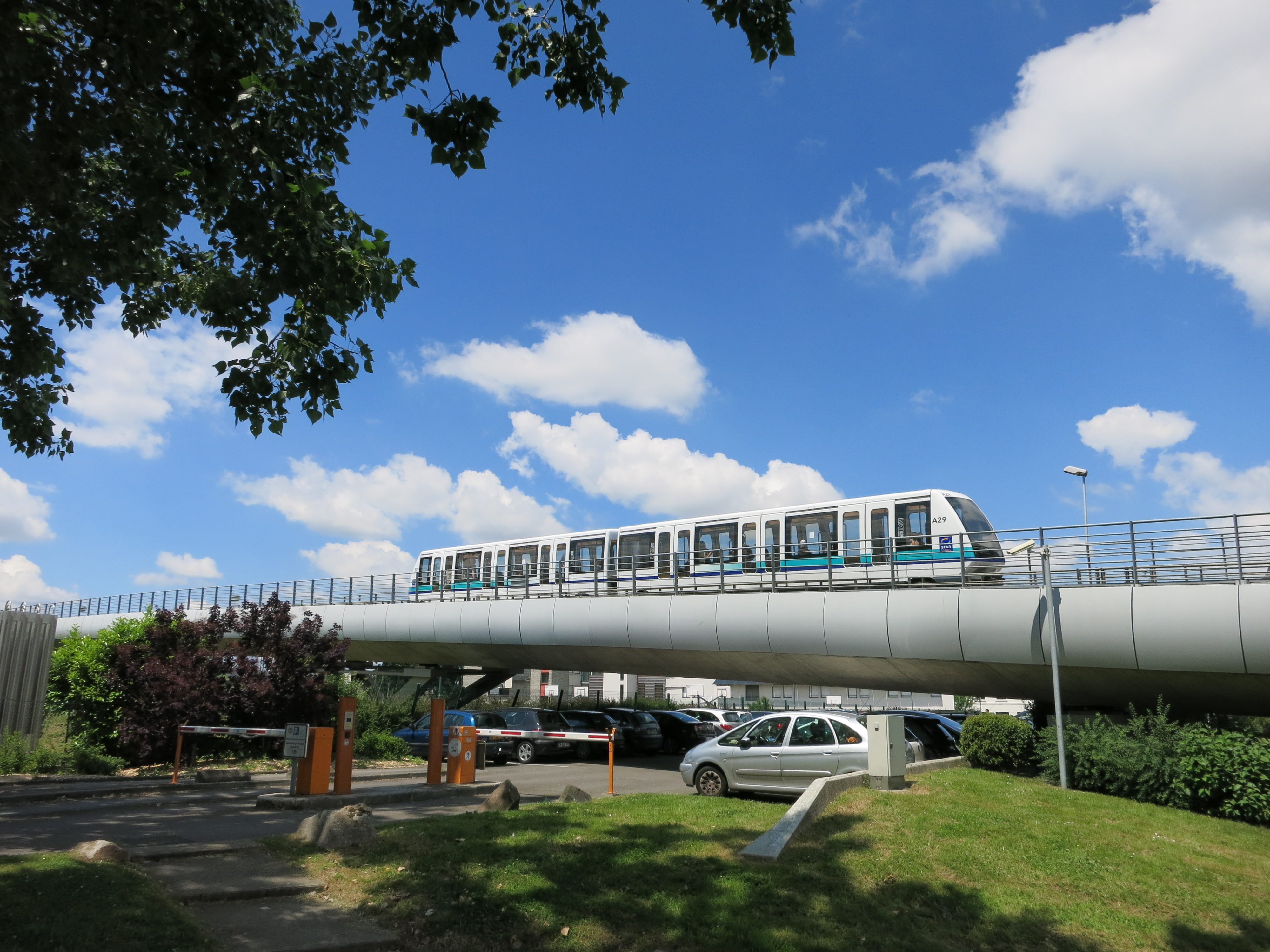
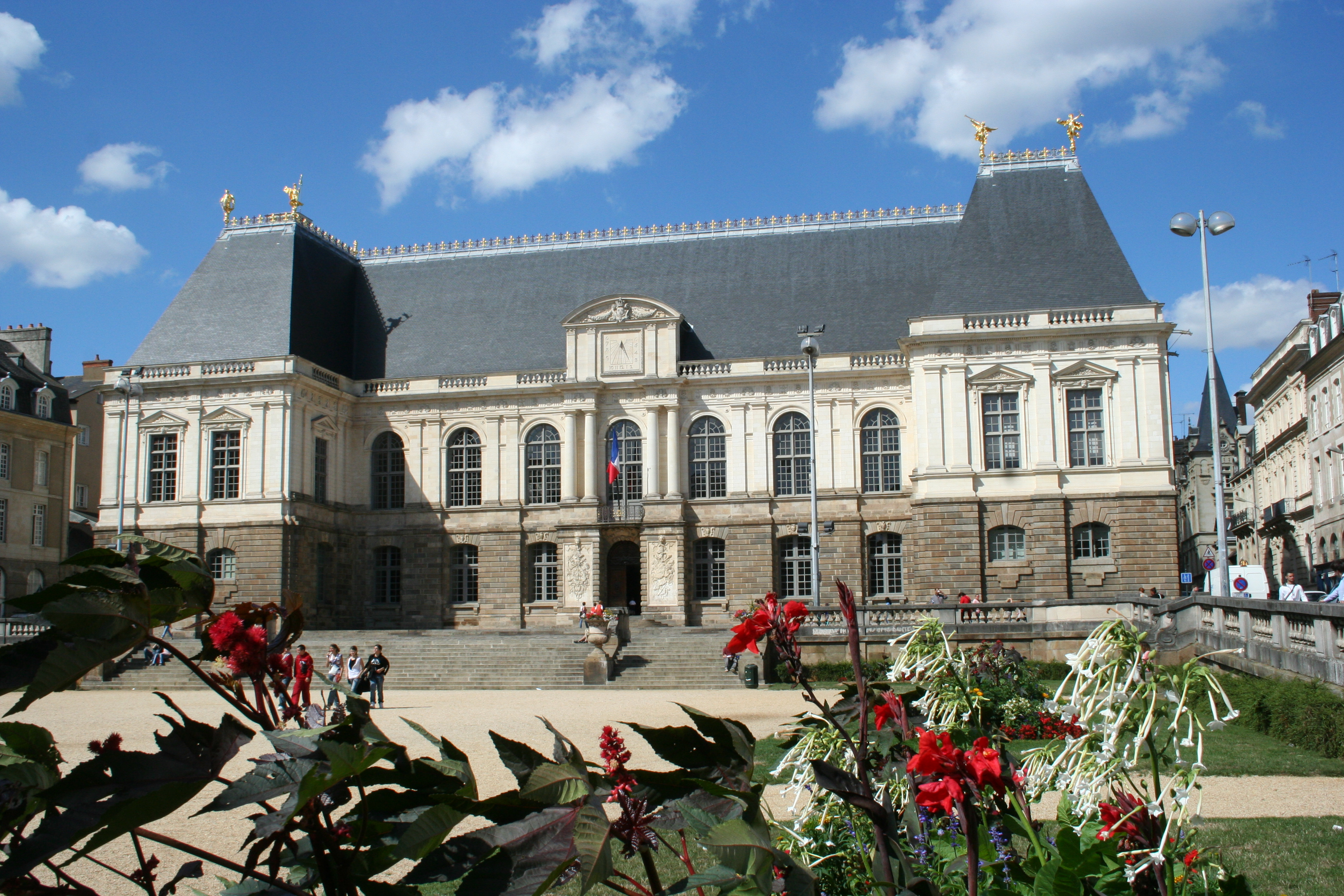
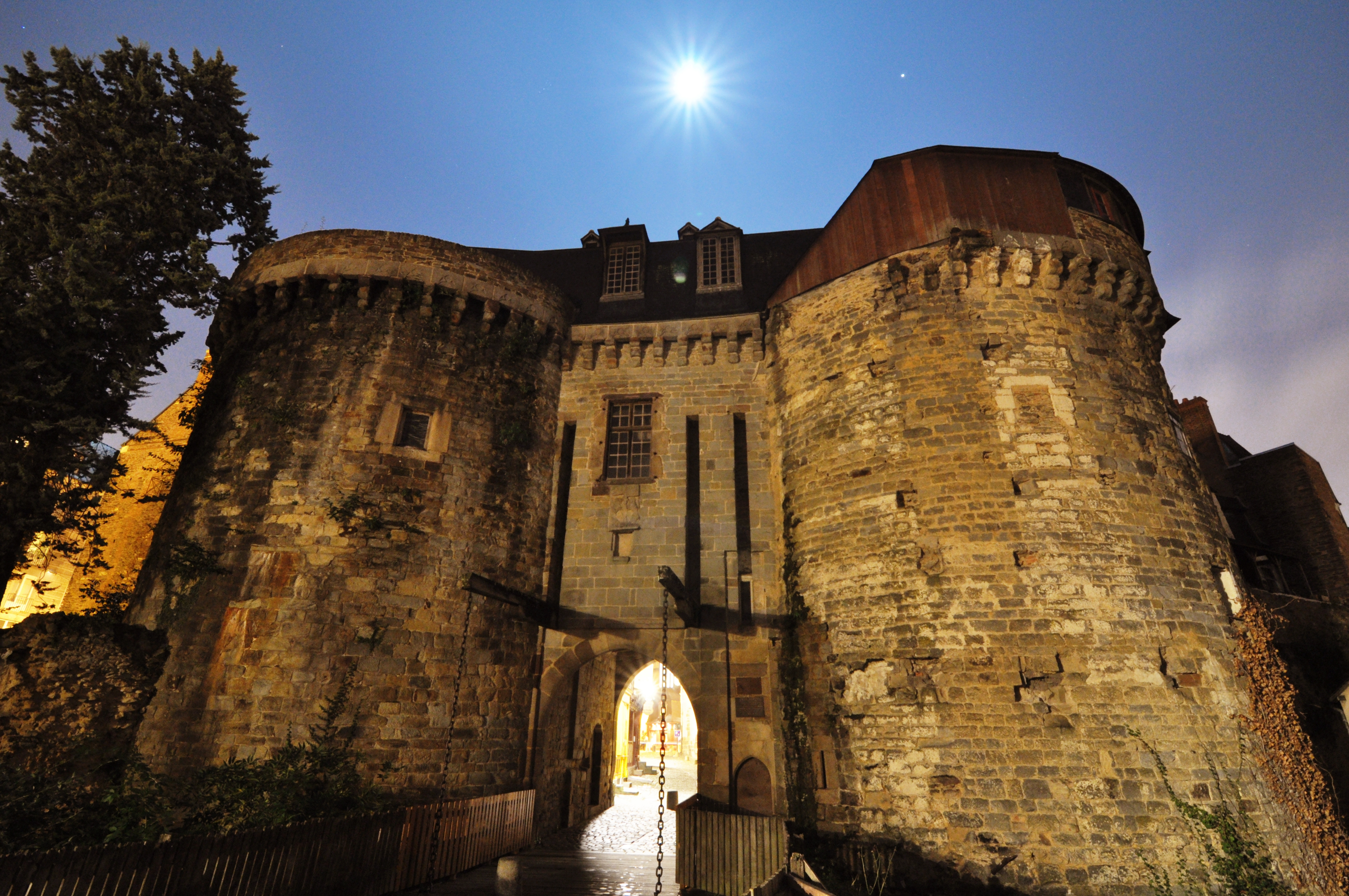
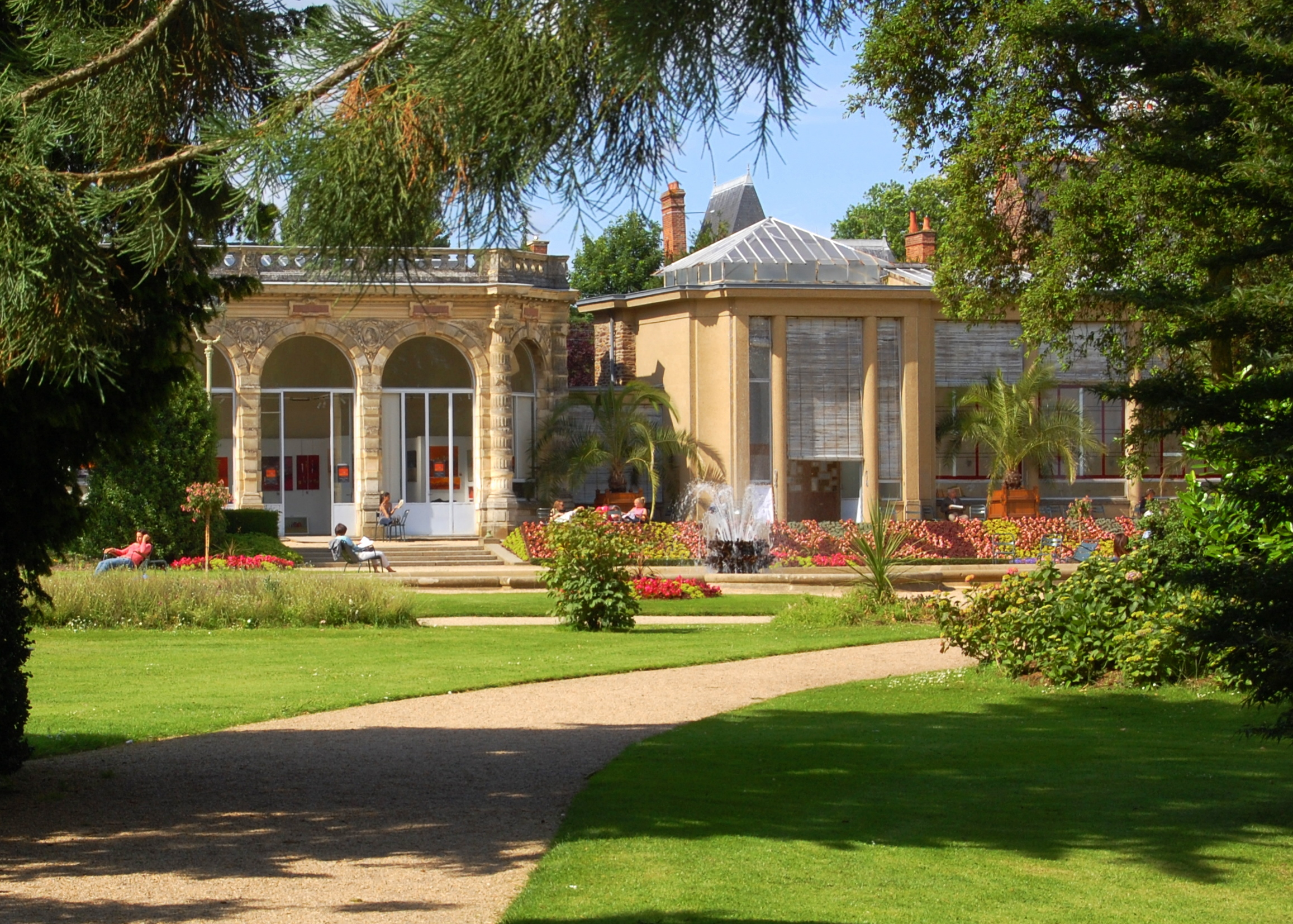

## Dân số
| 1793                                                                     | 1800    | 1806    | 1821    | 1831    | 1836    | 1841    | 1846    | 1851    |
| ------------------------------------------------------------------------ | ------- | ------- | ------- | ------- | ------- | ------- | ------- | ------- |
| 30,160                                                                   | 25,904  | 29,225  | 29,589  | 27,340  | 35,552  | 37,895  | 39,218  | 39,505  |
| 1856                                                                     | 1861    | 1866    | 1872    | 1876    | 1881    | 1886    | 1891    | 1896    |
| 45,664                                                                   | 45,483  | 48,283  | 52,044  | 57,177  | 60,974  | 66,139  | 69,232  | 69,937  |
| 1901                                                                     | 1906    | 1911    | 1921    | 1926    | 1931    | 1936    | 1946    | 1954    |
| 74,676                                                                   | 75,640  | 79,372  | 82,241  | 83,418  | 88,659  | 98,538  | 113,781 | 124,122 |
| 1962                                                                     | 1968    | 1975    | 1982    | 1990    | 1999    | 2006    | 2011    | 2012    |
| 151,948                                                                  | 180,943 | 198,305 | 194,656 | 197,536 | 206,229 | 209,613 | 208,033 | 209,860 |
| Starting in 1962: Population with duplicates - Sources: Cassini et INSEE |         |         |         |         |         |         |         |         |

## Đại học

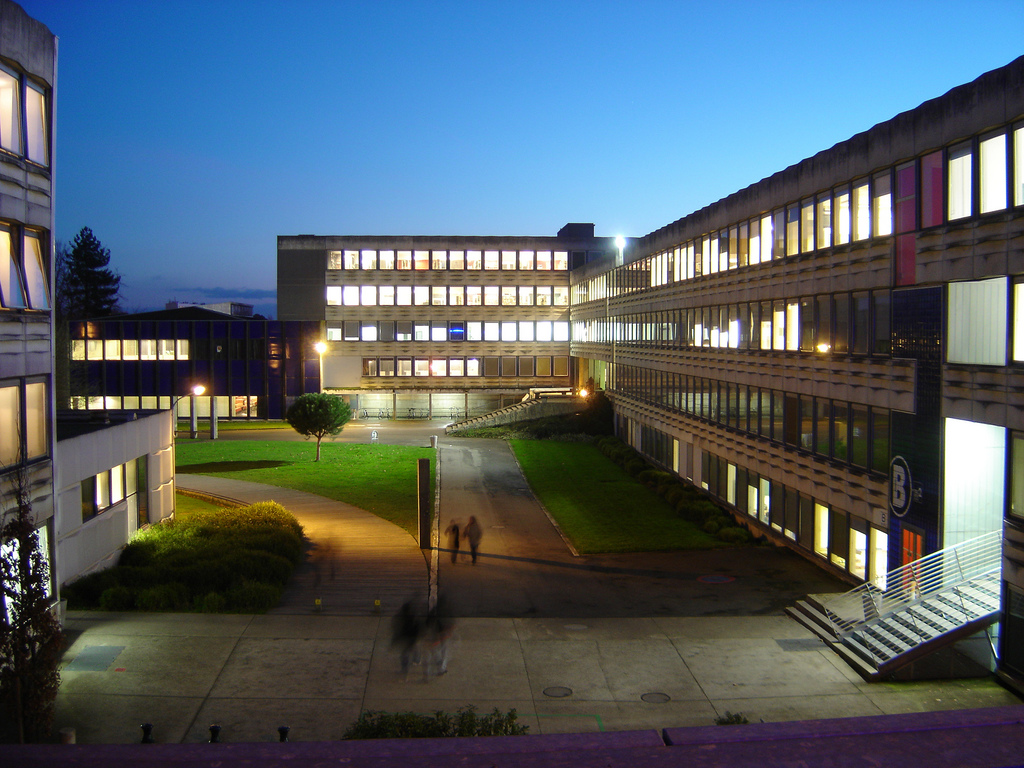
Đại học Rennes II

- Đại học Rennes I (Université Rennes I)
- Đại học Rennes II (Université Rennes II Haute Bretagne)
- Học viện Nghiên cứu Chính trị Rennes (Institut d'études politiques de Rennes)
- Học viện quốc gia về khoa học ứng dụng (Institut National des Sciences Appliquées hay INSA de Rennes)

## Các thành phố kết nghĩa

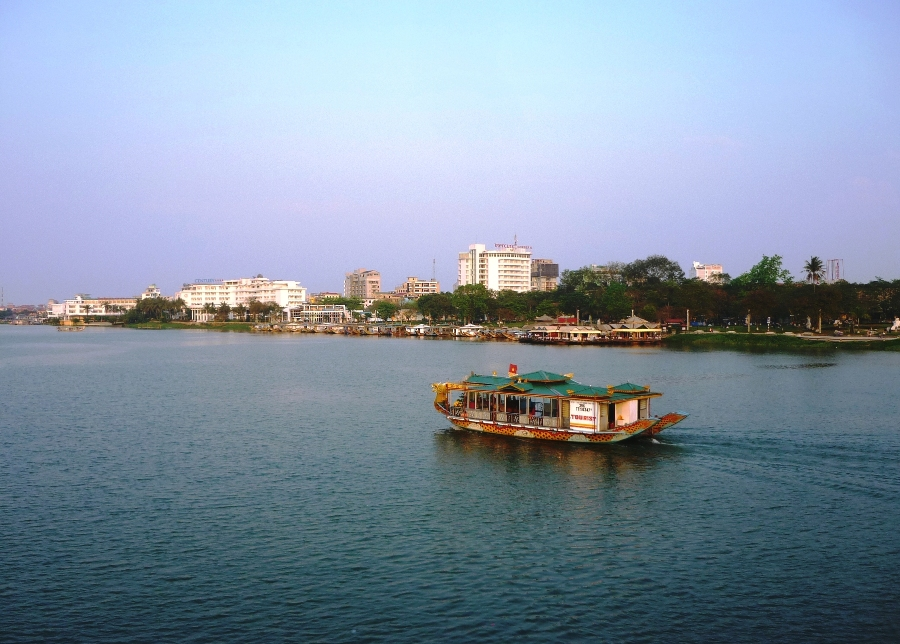
Thừa Thiên Huế, Việt Nam

- Exeter, Vương quốc Liên hiệp Anh và Bắc Ireland
- Rochester, New York, Hoa Kỳ
- Erlangen, Đức
- Brno, Cộng hòa Séc
- Sendaï Honshu, Nhật Bản
- Löwen, Bỉ
- Cork, Ireland
- Setif, Algérie
- Tể Nam, Sơn Đông, Trung Quốc
- Almaty, Alma-Ata, Kazakhstan
- Posen, Ba Lan
- Hermannstadt, România
- Thừa Thiên Huế, Việt Nam

## Những người con của thành phố
- Soazig Aaron, nhà văn nữ
- Eugène Bigot, nhà soạn nhạc và nhạc trưởng dàn nhạc
- Jacques Philippe Marie Binet, nhà toán học
- Georges Ernest Boulanger, tướng quân đội
- Marcel Callo
- Louis-René de Caradeuc de La Chalotais, luật gia
- Julien Louis Geoffroy, nhà phê bình bi kịch
- René Pleven, chính trị gia
- Laure Sainclair, diễn viên phim khiêu dâm
- Charles Vanel, diễn viên và đạo diễn
- Auguste Hilarion de Keratry